# Patrice Laplante
Pour les articles homonymes, voir Laplante.
Patrice Laplante, né le 17 février 1929 à Cabano et mort à Laval le 6 août 2020, est un mécanicien, commerçant et homme politique québécois, député péquiste de Bourassa à l'Assemblée nationale du Québec des élections générales de 1976 jusqu'aux élections générales de 1985, durant lesquelles il ne se représente pas.

## Biographie

### Jeunesse et carrière avant la politique
Patrice Laplante naît le 17 février 1929 à Cabano de l'aiguiseur de scies Élude Laplante et d'Éva Leblanc. Il termine ses études secondaires dans sa ville natale, puis déménage à Montréal pour suivre des cours en administration. Il s'installe permanemment à Montréal et y est mécanicien, puis commerçant dans le nord de la ville pendant seize ans. 
De 1971 à 1973, il est président du comité d'école de la polyvalente Calixa-Lavallée (en) et membre du comité régional de la région scolaire V, et est également commissaire à la commission des écoles catholiques de Montréal de 1970 à 1977. De 1973 à 1976, Laplante est membre du bureau de direction de la Fédération des commissions scolaires catholiques du Québec. Lors des Jeux olympiques d'été de 1976 à Montréal, il est responsable du services aux personnes du « Camp international jeunesse »,. Pendant sept ans, il est aussi impliqué auprès de la société de Saint-Vincent-de-Paul.

### Carrière politique
Aux élections générales de 1976, il se présente sous la bannière du Parti québécois dans la circonscription de Bourassa et est élu, défaisant la députée sortante libérale Lise Bacon,. Durant son premier mandat, il participe à une proposition pour installer une centrale hydroélectrique dans les rapides de Lachine. Il est réélu de près aux élections générales de 1981,. Il faisait face au médecin Augustin Roy, président de la Corporation professionnelle des médecins du Québec, et a fait campagne sur le fait qu'il a été très présent auprès de ses citoyens durant son premier mandat. Durant son second mandat, il est whip adjoint du gouvernement du 1er septembre 1983 au 23 octobre 1985. Il ne se représente pas pour un troisième mandat à l'issue de la 32e législature,.

### Après la vie politique et vie personnelle
Après son départ de la politique provinciale, il devient commissaire à la commission d'appel en matière de lésions professionnelles, du 4 décembre 1985 au 17 juin 1987,. Il prend sa retraite dans le quartier Laval-des-Rapides par la suite,. Il meurt le 6 août 2020 à Laval à l'âge de 91 ans,.
Il marie Denise Lafleur le 19 juillet 1952 à la paroisse Saint-Jean-Baptiste de Montréal.

## Résultats électoraux
|                                                                                               | Nom                        | Parti             | Nombre de voix | %      | Maj. |
| --------------------------------------------------------------------------------------------- | -------------------------- | ----------------- | -------------- | ------ | ---- |
|                                                                                               | Patrice Laplante (sortant) | Parti québécois   | 15 597         | 50,4 % | 923  |
|                                                                                               | Augustin Roy               | Libéral           | 14 674         | 47,4 % | -    |
|                                                                                               | Charles E. Laforest        | Union nationale   | 571            | 1,8 %  | -    |
|                                                                                               | Rolland Boudreau           | Crédit social uni | 124            | 0,4 %  | -    |
| Total                                                                                         | Total                      | Total             | 30 966         | 100 %  |      |
| Le taux de participation lors de l'élection était de 83,8 % et 409 bulletins ont été rejetés. |                            |                   |                |        |      |

|                                                                                             | Nom                        | Parti                    | Nombre de voix | %      | Maj.  |
| ------------------------------------------------------------------------------------------- | -------------------------- | ------------------------ | -------------- | ------ | ----- |
|                                                                                             | Patrice Laplante           | Parti québécois          | 14 465         | 44,9 % | 2 162 |
|                                                                                             | Lise Bacon (sortante)      | Libéral                  | 12 303         | 38,2 % | -     |
|                                                                                             | Robert Brisson             | Union nationale          | 4 457          | 13,8 % | -     |
|                                                                                             | Paulette Danis St-Onge     | Ralliement créditiste    | 601            | 1,9 %  | -     |
|                                                                                             | Carmine Ciccarelli         | Parti national populaire | 249            | 0,8 %  | -     |
|                                                                                             | Vittorina Rizotto Bronzati | Communiste               | 109            | 0,3 %  | -     |
| Total                                                                                       | Total                      | Total                    | 32 184         | 100 %  |       |
| Le taux de participation lors de l'élection était de 88 % et 745 bulletins ont été rejetés. |                            |                          |                |        |       |